# Chatelainea pterodesmoides
Chatelainea pterodesmoides är en mångfotingart som beskrevs av Cook 1911. Chatelainea pterodesmoides ingår i släktet Chatelainea och familjen fingerdubbelfotingar. Inga underarter finns listade i Catalogue of Life.